# 姫路市立豊富中学校
姫路市立豊富中学校（ひめじしりつ とよとみちゅうがっこう）は、兵庫県姫路市豊富町御蔭にあった公立中学校。

## 沿革

### 年表
- 1947年
  - 4月1日 - 発足
  - 5月10日 - 開校式
- 1950年4月12日 - 新校舎竣工
- 1956年5月15日 - 町村合併により神南町立南中学校と改称
- 1958年1月1日 - 町村合併により現校名に改称
- 1995年 - 校舎改修工事（1997年まで）
- 2020年
  - 3月31日 - 廃校
  - 4月1日 - 姫路市立豊富小学校と統合し、姫路市立豊富小中学校（義務教育学校）開校

## 部活動
運動系部活動
- 野球部
- ソフトボール部
- ソフトテニス部（男・女）
- バレーボール部（男・女）
- 卓球部（男・女）
- 陸上競技部

文化系部活動
- 美術部
- 箏曲部

## 交通
- JR播但線仁豊野駅より徒歩約30分